# Джетимишев, Сейит
Сейит Джетимишев (кирг. Сейит Жетимишов; род. 15 октября 1936, Кичи-Кемин) — советский и киргизский писатель и прозаик. Писал на киргизском и русском языках.
Главная тема творчества писателя — духовное становление молодого героя-труженика, человеческие взаимоотношения в киргизском селе послевоенных лет.

## Биография
Сейит Джетимишев родился 15 октября 1936 года в селе Кичи-кемин, Кеминский район, Чуйская область, Киргизская ССР.
В 1953 году окончил Кичи-Кеминскую среднюю школу, а в 1958 году — филологический факультет КГУ.
Творческий путь начался в 1950-е годы, а первый сборник рассказов «Мой отец» вышел в 1962 году.
С 1959 по 1966 работал редактором в редакции литературы и молодёжи комитета по радиовещанию и телевидению.
Сейит Джетимишов имеет многолетний опыт в издательской сфере. Он руководил издательством «Кыргызстан» с 1973 года, «Мектеп» с 1987 года и «Адабият» в 1988—1992 годах.
С 1966 член Союза писателей Кыргызской Республики.

## Произведения
На киргизском языке
- Менин атам: Аңгемелер. — Ф.: Кыргызокуупедмамбас, 1961. — 49 б.

- Ички кайрыктар: Повесттер, аңгемелер. — Ф.: Мектсп, 1964. — 95 б.

- Мезгил закымдары: Повесттер, аңгемелер. — Ф.: Кыргызстан, 1968. — 158 б.

- Жаш жазуучулардын аңгемелери. — Ф.: Кыргызстан, 1975. — 268 б.

- Too булагы: Роман, повесть жана аңгемелер. — Ф.: Кыргызстан, 1987. — 464 б.

- Эл арасында: Роман. — Ф.: Адабият, 1989. — 432 б.

- Эл арасында: Роман.- Б.: Бийиктик, 2006.- I том. — 413 б., II том. — 480 б.

На русском языке
- Облака над ущельями: Повести, рассказы. — Ф.: Кыргызстан, 1977.- 187 с.

- Первый урок: Рассказ-быль.- Ф.: Мектеп, 1978. — 44 с.

## Награды
- Почётное звание Народный писатель Кыргызской Республики (2018)[3]
- Медаль «Данк» (2007)[3]
- Почетное звание Заслуженный деятель культуры Кыргызской Республики (1994)[3]